# Trashaedo
Trashaedo, también conocido como Trashaedo del Tozo, es una localidad del municipio de Basconcillos del Tozo, en la provincia de Burgos, comunidad autónoma de Castilla y León (España). Pertenece a la comarca de Páramos, en la zona del Tozo.

## Geografía y comunicaciones
Trashaedo se sitúa 4 km al este de la capital municipal, sobre la Lora que separa las cuencas de los ríos Úrbel y Rudrón. Se accede por una carretera local conectada con la N-627. El núcleo se ubica al norte de esta vía, en una ladera con pendiente hacia el norte. La comunicación es buena y las calles, aunque pavimentadas, carecen de encintado de aceras.

## Estructura urbana
El trazado urbano sigue las curvas de nivel, con una distribución lineal. Las manzanas son compactas, con edificaciones que rodean patios cerrados por muros de piedra. Las parcelas son pequeñas, con frentes inferiores a 10 metros y considerable profundidad. La trama está consolidada, aunque apenas existen espacios públicos abiertos, salvo una pequeña plazuela. La iglesia parroquial se encuentra en el extremo este del pueblo.

## Medio ambiente
El entorno se caracteriza por un clima semi-húmedo y frío, con inviernos largos, heladas frecuentes y veranos cortos y secos. Las precipitaciones son abundantes y se distribuyen de forma regular, excepto en julio y agosto. Al sur se encuentra el Espacio Natural de Hoces del Alto Ebro y Rudrón.
En el término de Basconcillos del Tozo se conserva la vía pecuaria "Colada del Camino Real de Burgos a Aguilar", de 17,5 km de longitud y orientación suroeste-noroeste.

## Historia
En el siglo IX, el área formaba parte del proceso de repoblación promovido por Ordoño I y ejecutado por el conde Rodrigo. Posteriormente, el alfoz de Panizares, citado en 1190, incluía Trashaedo y otras aldeas del valle de Valdelucio. En el censo de Floridablanca de 1787, Trashaedo pertenecía a la Cuadrilla del Tozo del partido de Villadiego, bajo jurisdicción del duque de Frías.
Durante el siglo XIX, formó municipio independiente (código INE 095159) hasta su integración en Basconcillos del Tozo entre 1847 y 1857. En el Diccionario geográfico-estadístico-histórico de España y sus posesiones de Ultramar de Pascual Madoz (1845), se describe como una localidad con 20 casas, iglesia parroquial (Santa Marina), clima frío y terreno de calidad media.

## Demografía
En 2008 contaba con 32 habitantes. Desde la década de 1960, la comarca ha sufrido un acusado proceso de despoblación, ligado a la emigración juvenil hacia núcleos industriales.

## Administración local
Trashaedo es una Entidad Local Menor con alcalde pedáneo. En 2023, el cargo lo ejercía Fernando Corral Calderón (PP).
Forma parte de la mancomunidad "Páramos y Valles", junto con municipios como Sargentes de la Lora, Tubilla del Agua y Valle de Sedano. Esta entidad presta servicios como la recogida de residuos y la atención social.

## Patrimonio

### Iglesia parroquial

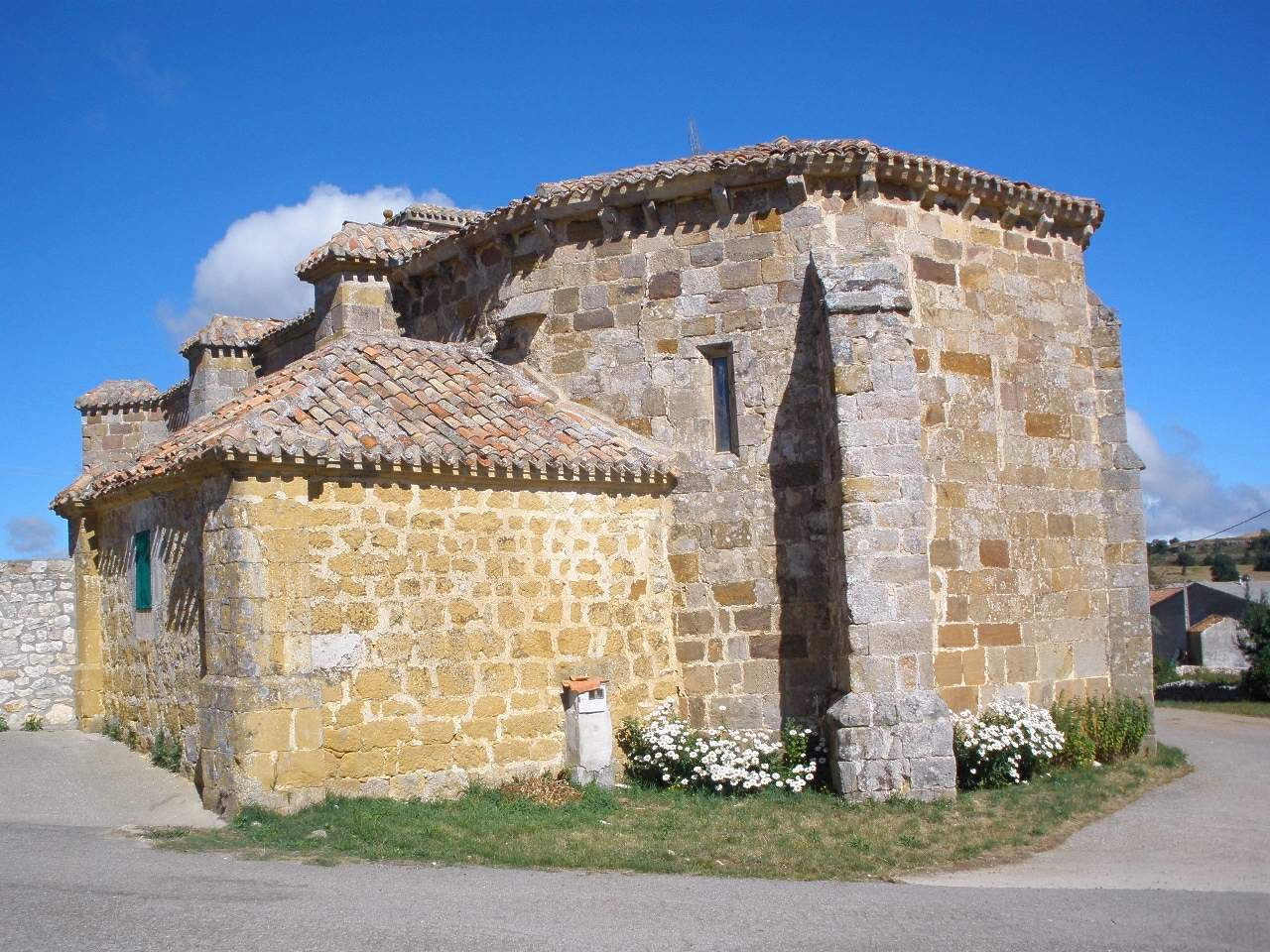
Iglesia de Santa Marina

La iglesia de Santa Marina se sitúa en el extremo oriental del núcleo urbano. Está catalogada como elemento protegido de interés cultural. Junto a ella se conserva una fuente tradicional.

### Patrimonio comarcal
Trashaedo forma parte del ámbito cultural del Románico del Tozo y del itinerario turístico "Sedano y las Loras", junto con municipios como Humada, Los Altos, Rebolledo de la Torre, Úrbel del Castillo o Valle de Sedano. Destacan las siguientes iglesias románicas:
- Iglesia de San Esteban (Moradillo de Sedano)
- Iglesia de San Esteban (Bañuelos del Rudrón)
- Iglesia de Santa María la Mayor (Fuente Úrbel)

## Etimología y apellido
El topónimo "Trashaedo" podría derivar de la raíz aedo, que indica la presencia de ayas o hayas, árbol común en la zona. Es también un apellido de origen toponímico menor, con 57 personas registradas en España con este apellido en 2011.